# Szkódka

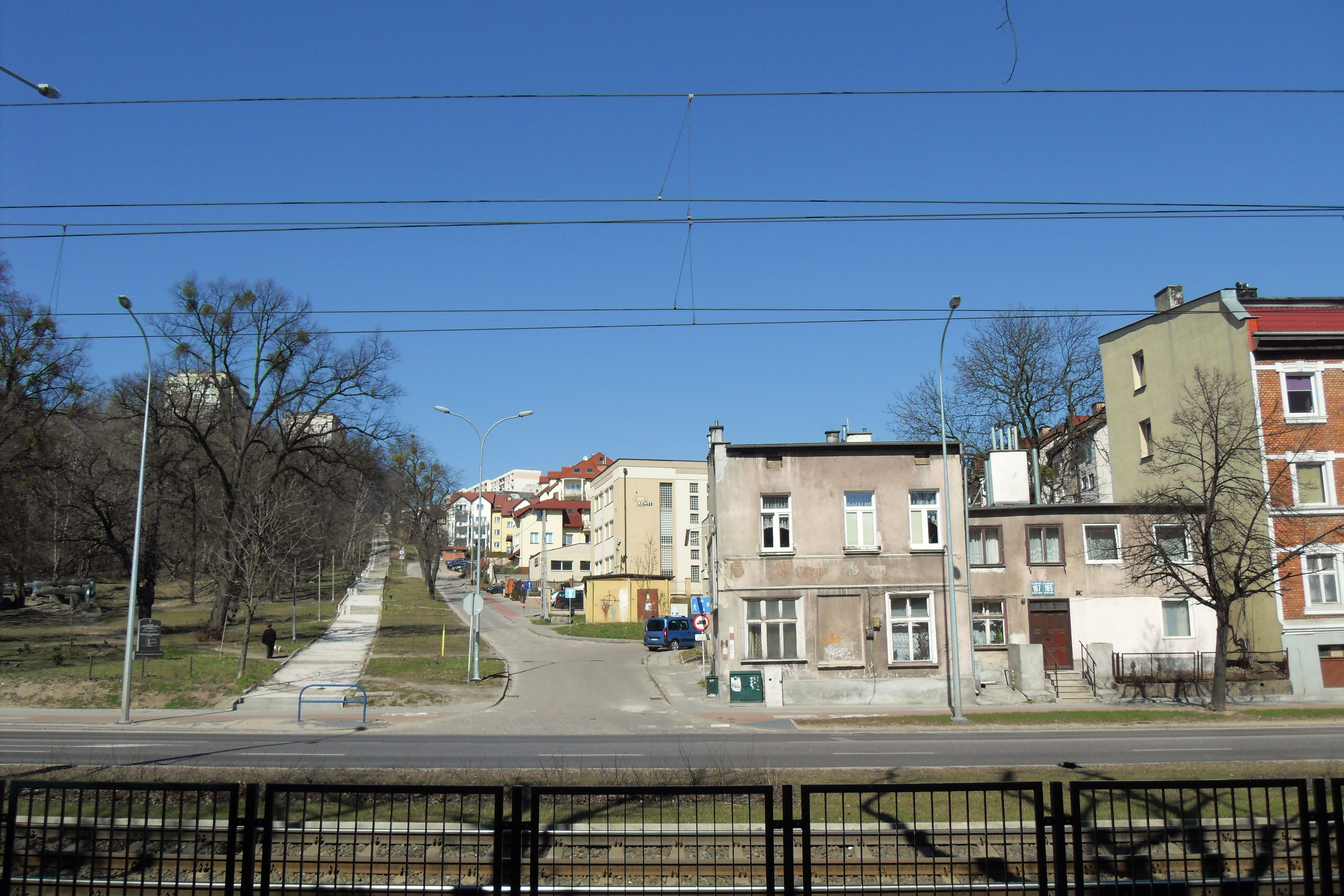
Szkódka

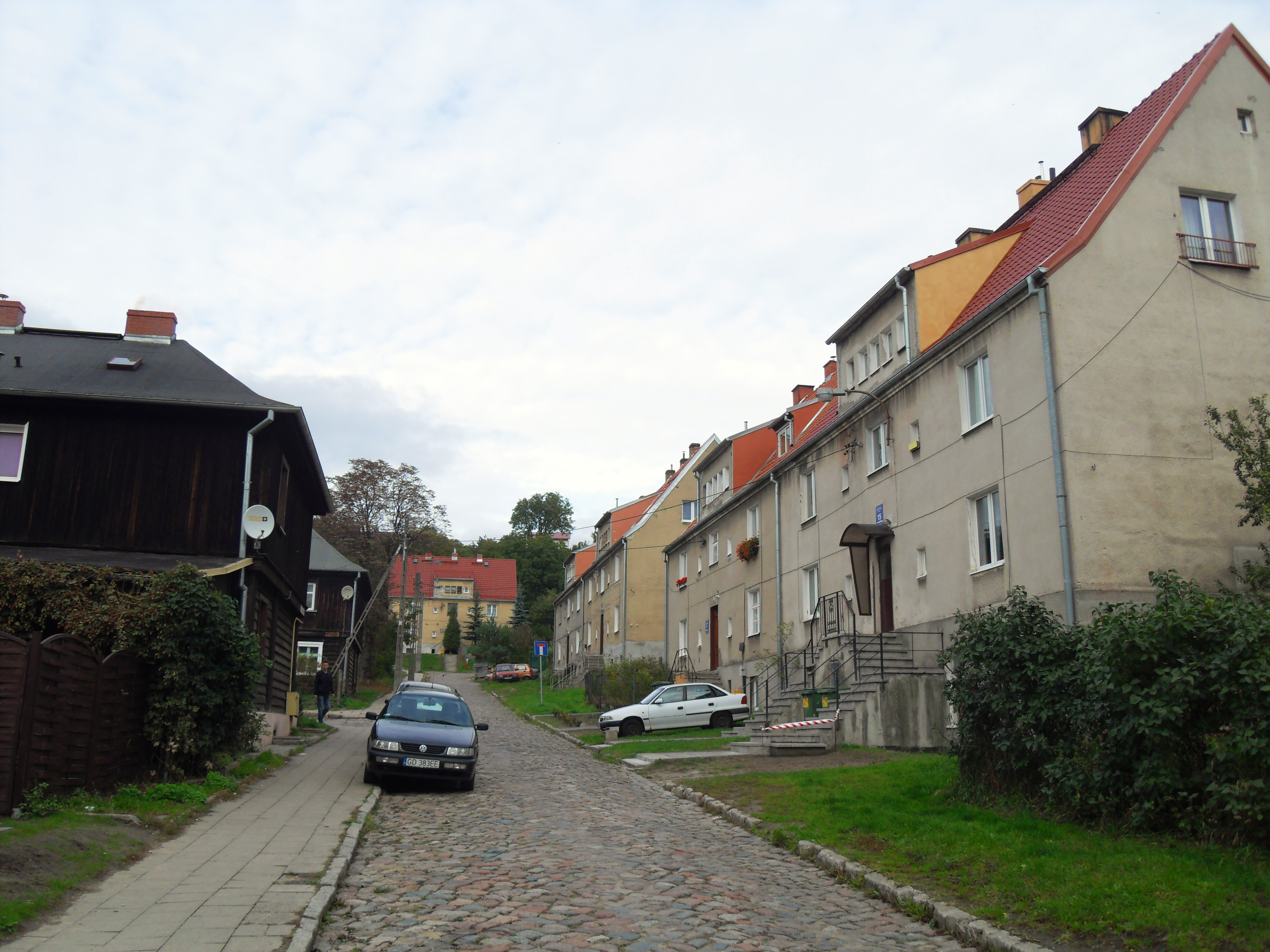
Ul. Goszczyńskiego

Szkódka (niem. Schlapke) – historyczne osiedle w Gdańsku, w dzielnicy Siedlce.
Szkódka jest częścią jednostki morfogenetycznej Siedlce, która została przyłączona w granice administracyjne miasta w 1814. Osiedle należy do okręgu historycznego Gdańsk.

## Położenie
Mianem Szkódki nazywano obszar północnych Siedlec, wzdłuż drogi do Diabełkowa, obecnej ul. Starodworskiej. Współcześnie na tym terenie znajduje się częściowo Kolonia Zręby.